# جون ستروم
جون ستروم هو لاعب كرة قدم سويدي في مركز الدفاع، ولد في 1971. لعب مع نادي ديجرفورس.